# Chamesol
Chamesol é uma comuna francesa na região administrativa de Borgonha-Franco-Condado, no departamento de Doubs. Estende-se por uma área de 10,21 km². Em 2010 a comuna tinha 388 habitantes (densidade: 38 hab./km²).